# La Roche-Jaudy
La Roche-Jaudy község Franciaország Bretagne régiójában, Côtes-d’Armor megyében. Új községként 2019. január 1-jén jött létre négy korábbi község: La Roche-Derrien Hengoat, Pommerit-Jaudy és Pouldouran egyesítésével. Lakosainak száma 2643 fő (2022. január 1.).

## Népesség
| Lakosok száma | 2688 | 2700 | 2713 | 2671 | 2657 | 2643 |
|               | 2017 | 2018 | 2019 | 2020 | 2021 | 2022 |